# محمد الخطيب التبريزي
أبو عبد الله محمد بن عبد الله الخطيب العمري التبريزي (توفي 741 هـ)، كان من علماء القرن الثامن الهجري، صاحب كتاب مشكاة المصابيح.